# نووکوکتوو
نووکوکتوو (انگلیسی: Novokuktovo) یک شهرک در شهرستان ایلیشفسکی استان باشقیرستان کشور روسیه است.